# Ufficiali e personalità delle Schutzstaffel
Tra il 1925 e il 1945 servirono tra le file delle SS circa mezzo milione di uomini nelle Waffen-SS, e circa un milione nelle Allgemeine-SS.
Di seguito è quindi riportata una lista, non esaustiva, delle principali personalità delle SS, lista ripartita per gradi e per branca di appartenenza.

## Führer
- Adolf Hitler, come Führer della Germania, era di fatto il comandante supremo delle SS. Nel febbraio del 1925, inoltre si iscrisse, come membro numero #1 alle SS. Nella realtà dei fatti, tuttavia, Hitler non rivestì mai né l'uniforme, né ebbe mai nessun incarico all'interno delle SS.

## SS-Reichsführer

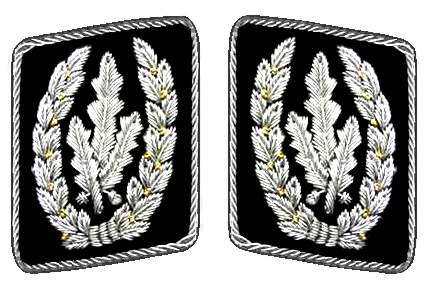
Reichsführer

- Joseph Berchtold, Reichsführer delle Schutzstaffel dal 1926 al 1927
- Erhard Heiden, Reichsführer delle Schutzstaffel dal 1927 al 1929
- Heinrich Himmler, Reichsführer delle Schutzstaffel dal 1929, comandante della polizia dal 1936, e delle forze di sicurezza della Germania nazista (Reichssicherheitshauptamt o RSHA, Ufficio centrale della sicurezza del Reich) dal 1939, nel 1943 venne nominato Ministro dell'Interno del Reich.
- Karl Hanke, Gauleiter della Bassa Slesia dal 1940 al 1945, dal 20 aprile 1945, e fino alla fine della guerra, SS-Reichsführer

## Allgemeine-SS

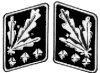
Oberst Gruppenfuhrer

### SS-Oberstgruppenführer
- Kurt Daluege, comandante della Ordnungspolizei
- Franz Xaver Schwarz, tesoriere dello NSDAP (membro onorario

Sepp Dietrich

### SS-Obergruppenführer

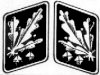
Ober gruppenfuehrer

- Max Amann, politico e giornalista (membro onorario)
- Erich von dem Bach-Zelewski, Höherer SS- und Polizeiführer nella Russia centrale
- Gottlob Berger, comandante dello SS-Hauptamt
- Werner Best, comandante dell'Amt I del RSHA
- Ernst Wilhelm Bohle
- Philipp Bouhler, capo della Kanzlei des Führers (KdF, «Cancelleria del Führer»), (membro onorario)
- Martin Bormann, capo della cancelleria del NSDAP (Parteikanzlei) e segretario personale di Adolf Hitler
- Franz Breithaupt, comandante Generale dell'Ufficio legale delle SS e della polizia
- Walter Buch
- Leonardo Conti, Reichsgesundheitsführer, Reichsärztekammer e direttore della Nationalsozialistischer Deutscher Ärztebund (membro onorario)
- Richard Walther Darré, primo comandante dell'Ufficio per la razza e il popolamento delle SS
- Otto Dietrich, Reichspressechef der NSDAP e sottosegretario del Reichsministerium für Volksaufklärung und Propaganda (membro onorario)
- Karl Fiehler
- Karl Hermann Frank, alto ufficiale SS e Comandante della polizia in Boemia e Moravia
- Ulrich Greifelt, comandante del RKFDV
- Arthur Greiser, Gauleiter del Reichsgau Wartheland
- Wolf-Heinrich Graf Von Helldorf
- August Heißmeyer, comandante del Dipartimento per l'educazione delle SS
- Konrad Henlein, Gauleiter dei Sudeti
- Maximilian von Herff, comandante del Dipartimento del personale delle SS
- Reinhard Heydrich, comandante del RSHA, presidente dell'Interpol, Reichsprotektor del Protettorato di Boemia e Moravia
- Rudolf Hess, Reichsleiter (membro onorario)
- Friedrich Jeckeln, Höhere SS- und Polizeiführer nella Russia orientale
- Hans Jüttner, comandante dell'SS-Führungshauptamt
- Ernst Kaltenbrunner, secondo comandante del RSHA
- Hans Kammler, responsabile del Programma missilistico V2
- Friedrich Wilhelm Krüger, Höherer SS- und Polizeiführer in Polonia
- Hans Lammers, capo della Cancelleria del Reich (membro onorario)
- Werner Lorenz, comandante del VoMi
- Oswald Pohl, comandante del WVHA
- Joachim von Ribbentrop, Ministro degli Esteri del Terzo Reich (membro onorario)
- Fritz Sauckel, Plenipotenziario del Reich per la mobilitazione del lavoro (membro onorario)
- Paul Scharfe, primo comandante dell'Ufficio legale delle SS e della polizia
- Julius Schaub, cofondatore delle SS, membro dello staff personale di Hitler
- Arthur Seyss-Inquart, comandante delle SS austriache, Reichskommissar per i Paesi Bassi
- Karl Wolff, capo dello staff di Heinrich Himmler, e Höchste SS- und Polizeiführer in Italia
- Jürgen von Kamptz, comandante dell'Ordnungspolizei nel Protettorato di Boemia e Moravia, nel Reichskommissariat Norwegen e in Italia

### SS-Gruppenführer
- Albert Ritter von Beck

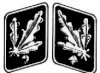
Gruppenfuehrer

- Karl Brandt, medico accompagnatore personale di Hitler
- Dr. Carl Clauberg, ufficiale medico del campo di concentramento di Auschwitz
- Bruno Erich Alfred Freyberg
- Karl Gebhardt, ufficiale medico dei campi di concentramento di Ravensbrück e Auschwitz, medico personale di Heinrich Himmler
- Odilo Globočnik, Höhere SS- und Polizeiführer per la costa adriatica
- Richard Glücks, Ispettore generale dei campi di concentramento
- Wilhelm Harster
- Otto Hofmann
- Heinrich Müller, comandante della Gestapo
- Arthur Nebe, comandante della Reichskriminalpolizei
- Otto Ohlendorf, comandante della sezione interna del Sicherheitsdienst e dell'Einsatzgruppe D
- Jürgen Stroop, SS- und Polizeiführer a Varsavia

### SS-Brigadeführer
- Heinz Jost
- Hans Nieland
- Johannes Rattenhuber

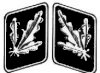
Brigadefuehrer

- Walter Schellenberg, comandante della sezione estera del Sicherheitsdienst
- Franz Walter Stahlecker, comandante dell'Einsatzgruppe A, Reichskommissar per l'Ostland
- Hyazinth Graf Strachwitz von Gross-Zauche und Camminetz
- Dr. Friedrich Weber
- Wilhelm Werner
- Karl Maria Wiligut

### SS-Oberführer

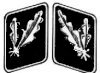
Oberfuehrer

- OberfuehrerBenno von Arent, responsabile della Cultura, arte e teatro delle SS
- Heinrich Deubel, comandante del campo di concentramento di Dachau
- Rudolf Diels, primo comandante della Gestapo
- Heinrich Fehlis, comandante della Sicherheitspolizei e della Sicherheitsdienst in Norvegia
- Hans Loritz, comandante dei campi di concentramento di Dachau e Sachsenhausen Oranienburg
- Emil Maurice
- Freidrich Panzinger
- Hermann Pister, comandante del campo di concentramento di Buchenwald
- Emanuel Schafer
- Julian Scherner, SS- und Polizeiführer a Cracovia
- Julius Schreck, primo comandante delle Schutzstaffel, tra il 1925 e il 1926
- Otto Steinhausl

### SS-Standartenführer

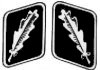
Standarten fuehrer

- Gunter d'Alquen, direttore dello "Das Schwarze Korps"
- Hermann Baranowski, comandante dei Sachsenhausen-Oranienburg
- Paul Blobel, comandante dell'Einsatzgruppe C
- Hermann Florstedt, comandante dei campo di concentramento di Majdanek
- Jakob Grimminger
- Hans Helwig, comandante dei Sachsenhausen-Oranienburg
- Anton Kaindl, comandante dei Sachsenhausen-Oranienburg
- Karl Otto Koch, comandante dei campi di concentramento di Sachsenhausen-Oranienburg, Buchenwald e Majdanek
- Karl Jaeger
- Rudolf Lange, comandante dello Sicherheitsdienst in Lettonia
- Dr. Wilhelm Pfannenstiel
- Arthur Rödl, comandante dei campo di concentramento di Groß-Rosen
- Wolfram Sievers
- Hilmar Wäckerle, primo comandante dei campo di concentramento di Dachau
- Franz Ziereis, comandante dei campo di concentramento di Mauthausen

### SS-Obersturmbannführer

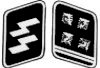
Obersturmbann fuehrer

- Irmfried Eberl, comandante del campo di sterminio di Treblinka
- Adolf Eichmann, comandante del Dipartimento Ebraico della Gestapo
- Gerhard Flesch, comandante dello Sicherheitsdienst a Trondheim e del campo di concentramento di Falstad
- Friedrich Hartjenstein, comandante del campo di concentramento di Birkenau e di Natzweiler-Struthof
- Wilhelm Hoettl
- Rudolf Höß, comandante del campo di concentramento di Auschwitz
- Herbert Kappler, comandante delle SS e della polizia a Roma
- Arthur Liebehenschel, comandante dei campi di concentramento di Auschwitz I e Majdanek
- Karl Rahm, comandante del campo di concentramento di Theresienstadt
- Fritz Suhren, comandante del campo di concentramento di Ravensbrück
- Martin Gottfried Weiß, comandante dei campi di concentramento di Neuengamme, Dachau e Majdanek

### SS-Sturmbannführer

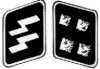
Sturmbannfuehrer

- Richard Baer, comandante del campo di concentramento di Auschwitz
- Wernher von Braun, "padre" del Programma missilistico V2
- Anton Burger, comandante del campo di concentramento di Theresienstadt
- Fritz Fischer, ufficiale medico del campo di concentramento di Ravensbrück
- Hans Günther
- Rolf Günther
- Adolf Haas, comandante del campo di concentramento di Bergen-Belsen
- Johannes Hassebroek, comandante del campo di concentramento di Groß-Rosen
- Hermann Höfle, capo di stato maggiore dell'Aktion Reinhard
- Paul Werner Hoppe, comandante del campo di concentramento di Stutthof
- Max Kögel, comandante dei campi di concentramento di Ravensbrück, Majdanek e Flossenbürg
- Gerald Krause
- Bernhard Krüger
- Karl Künstler, comandante del campo di concentramento di Flossenbürg
- Herbert Lange, comandante del campo di sterminio di Chełmno
- Alfred Naujocks, leader del Commando SD nell'attacco alla centrale radio di Gleiwitz
- Max Pauly, comandante dei campi di concentramento di Stutthof e Neuengamme
- Adolf Shulz-Lenhardt
- Otto Skorzeny
- Jakob Weiseborn, comandante del campo di concentramento di Flossenbürg
- Eduard Wirths
- Christian Wirth, comandante del campo di sterminio di Bełżec
- Egon Gustav Adolf Zill, comandante dei campi di concentramento di Natzweiler-Struthof e Flossenbürg
- Joachim Peiper, comandante del III battaglione del 2° reggimento Granatieri corazzati della 1. SS-Panzer-Division Leibstandarte SS Adolf Hitler

### SS-Hauptsturmführer

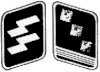
Hauptsturm fuehrer

- Klaus Barbie, comandante della Gestapo ad Amsterdam e Lione
- Hans Bothmann, comandante del campo di sterminio di Chełmno
- Alois Brunner, responsabile delle deportazioni dalla Francia e dalla Slovacchia, comandante del campo di internamento di Drancy
- Karl Fritzsch, comandante del campo di concentramento di Flossenbürg
- Wilhelm Gideon, comandante del campo di concentramento di Groß-Rosen
- Amon Göth, comandante del campo di concentramento di Kraków-Plaszów
- Karl Hass, responsabile dell'eccidio delle Fosse Ardeatine
- Gottlieb Hering, comandante del campo di sterminio di Bełżec
- Waldemar Hoven, ufficiale medico del campo di concentramento di Buchenwald
- Hans Huttig, comandante del Campo di concentramento di Natzweiler-Struthof
- Josef Kramer, comandante dei campi di concentramento di Natzweiler-Struthof, Auschwitz II - Birkenau e Bergen-Belsen
- Josef Mengele, ufficiale medico del campo di concentramento di Auschwitz
- Erich Priebke, responsabile dell'eccidio delle Fosse Ardeatine
- Franz Reichleitner, comandante del campo di sterminio di Sobibór
- Eduard Roschmann
- Albert Sauer, comandante del campo di concentramento di Mauthausen
- Heinrich Schwarz, comandante dei campi di concentramento di Monowitz e Natzweiler-Struthof
- Johann Schwarzhüber, comandante del campo di concentramento di Ravensbrück
- Franz Stangl, comandante dei campi di sterminio di Sobibór e Treblinka
- Eduard Weiter, comandante del campo di concentramento di Dachau
- Žanis Butkus comandante della 10. compagnia della 19. Waffen-Grenadier-Division der SS.

### SS-Obersturmführer

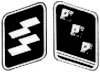
Obersturm fuehrer

- Kurt Gerstein, ufficiale medico nei campi di concentramento di Bełżec e Treblinka
- Leo John
- Walter Scharpwinkel
- Siegfried Seidl, comandante del campo di concentramento di Theresienstadt

### SS-Untersturmführer
- SS-UntersturmfuehrerPaul Dickopf
- Heinz Felfe

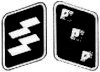
SS-Untersturmfuehrer

- Kurt Franz, comandante del campo di sterminio di Treblinka
- Benson Freeman
- Martin James Monti
- Hanns-Martin Schleyer

### SS-Sturmscharführer
- Lorenz Hackenholt
- Gustav Wagner, comandante del campo di sterminio di Sobibór

### SS-Hauptscharführer

Hauptschar fuehrer

- Hauptschar fuehrerAlexander Piorkowski, comandante del campo di concentramento di Dachau

### SS-Oberscharführer
- Franz Buerkl
- Heinrich Harrer
- Eric Muhsfeldt
- Franz Müller, comandante del campo di concentramento di Kraków-Plaszów
- Kurt Schupke, comandante del campo di concentramento di Kraków-Plaszów
- Karl Silberbauer

### SS-Unterscharführer
- Albert Hujar
- Horst Pilarzik, comandante del campo di concentramento di Kraków-Plaszów

## Waffen-SS

### SS-Oberstgruppenführer
- Josef "Sepp" Dietrich, comandante della divisione "Leibstandarte SS Adolf Hitler" e della 6. SS-Panzerarmee
- Paul Hausser, comandante della divisione "Das Reich" e del II. SS-Panzerkorps

### SS-Obergruppenführer
- Wilhelm Bittrich, comandante delle divisioni "Das Reich", "Florian Geyer" e "Hohenstaufen" e del II. SS-Panzerkorps
- Theodor Eicke, primo comandante del campo di concentramento di Dachau, e comandante della divisione "Totenkopf"
- Georg Keppler, comandante della divisione "Das Reich"
- Matthias Kleinheisterkamp, comandante della divisione "Das Reich"
- Walter Krüger, comandante della divisione "Das Reich"
- Artur Phleps, comandante della divisione "Prinz Eugen"
- Hermann Priess, comandante della divisione "Totenkopf"
- Fritz von Scholz, comandante della divisione "Nordland"
- Felix Steiner, comandante della divisione "Wiking" e del III. SS-Panzerkorps
- Alfred Wünnenberg, comandante della divisione "Polizei", e comandante della Ordnungspolizei

### SS-Gruppenführer
- Hermann Fegelein, ufficiale della divisione "Florian Geyer"
- Heinz Lammerding, comandante delli divisioni "Das Reich" e "Totenkopf"
- Heinz Reinefarth
- Max Simon, comandante delle divisioni "Totenkopf" e "Reichsführer SS"

### SS-Brigadeführer
- Hellmuth Becker, comandante della divisione "Totenkopf"
- Heinz Harmel, comandante della divisione "Frundsberg"
- Bronislaw Kaminski, comandante della divisione 29. Waffen-Grenadier-Division der SS (1. Russa)
- Hugo Kraas, comandante della divisione "Hitlerjugend"
- Fritz Kraemer, comandante della divisione "Hitlerjugend"
- Otto Kumm, comandante della divisione "Leibstandarte SS Adolf Hitler"
- Gustav Lombard, comandante delle divisioni "Nord", "Florian Geyer", "Kama", 29. Waffen-Grenadier-Division der SS e 31. SS-Freiwilligen-Grenadier-Division
- Kurt "Panzermeyer" Meyer, comandante della divisione "Hitlerjugend"
- Wilhelm Mohnke, comandante della divisione "Leibstandarte SS Adolf Hitler"
- Werner Ostendorff, comandante della divisione "Das Reich"
- Sylvester Stadler, comandante della divisione "Hohenstaufen"
- Bruno Streckenbach
- Herbert-Ernst Vahl, comandante della divisione "Das Reich"
- Jürgen Wagner, comandante delle divisioni "Nederland" e "Landstorm Nederland"
- Theodor Wisch, comandante della divisione "Leibstandarte SS Adolf Hitler"
- Fritz Witt, comandante della divisione "Hitlerjugend"
- August Zehender, comandante della divisione "Maria Theresia"
- Hinrich Schuldt, comandante della 19. Waffen-Grenadier-Division der SS.

### SS-Oberführer
- Otto Baum, comandante delle divisioni "Das Reich" e "Reichsführer SS"
- Georg Bochmann, comandante delle divisioni "Götz von Berlechingen" e "Horst Wessel"
- Friedrich-Wilhelm Bock, comandante delle divisioni "Polizei", "Hohenstaufen" e 19. Waffen-Grenadier-Division der SS
- Kurt Brasack, comandante della divisione "Das Reich"
- Eduard Deisenhofer, comandante delle divisioni "Wiking", 15. Waffen-Grenadier-Division der SS e "Götz von Berlechingen"
- Oskar Dirlewanger, comandante della divisione 36. Waffen-Grenadier-Division der SS
- Thomas Müller, comandante delle divisioni "Hohenstaufen", "Götz von Berlechingen", "Hunyadi" e "Langemarck"

### SS-Standartenführer
- Fritz Klingenberg, comandante della divisione "Götz von Berlechingen"
- Karl Kreutz, comandante della divisione "Das Reich"
- Rudolf Lehmann, comandante della divisione "Das Reich"
- Michael Lippert, primo comandante del campo di concentramento di Sachsenhausen (Oranienburg), e comandante della divisione "Frundsberg"
- Christian Tychsen, comandante della divisione "Das Reich"
- Max Wünsche

### SS-Obersturmbannführer
- Léon Degrelle, comandante della divisione "Wallonien"
- Hubert Meyer, comandante della divisione "Hitlerjugend"
- Joachim Peiper, comandante di un reggimento della divisione "Leibstandarte SS Adolf Hitler"
- Richard Schulze, comandante della SS-Junkerschule di Bad Tölz e della divisione "Nibelungen"
- Hans Seigling, comandante della divisione 30. Waffen-Grenadier-Division der SS

### SS-Sturmbannführer
- Joseph Darnand
- Walter Reder, ufficiale delle divisioni "Totenkopf" e "Reichsführer SS", responsabile del massacro di Marzabotto

### SS-Hauptsturmführer
- Hubert-Erwin Meierdress, uno dei migliori comandanti di carro armato della storia
- Theodor Saevecke
- Michael Wittmann, uno dei migliori comandanti di carro armato della storia

### SS-Untersturmführer
- Pio Filippani Ronconi, ufficiale della 29. Waffen-Grenadier-Division der SS
- Reimond Tollenaere
- Ugo Knobloch,ufficiale della 16.Reichsführer Panzergreandier-Division der SS

### SS-Oberscharführer

Oberscharführer

- Ernst Barkmann, uno dei migliori comandanti di carro armato della storia

## Decorati con la Croce di Cavaliere

### Decorati con la Croce di Cavaliere con Fronde di Quercia, Spade e Diamanti
| - Herbert Otto Gille, 19 aprile 1944 - Josef "Sepp" Dietrich, 6 agosto 1944 |

### Decorati con la Croce di Cavaliere con Fronde di Quercia e Spade
| - Josef "Sepp" Dietrich, 16 marzo 1943 - August Dieckmann, 10 ottobre 1943 - Herbert Otto Gille, 20 febbraio 1944 - Hinrich Schuldt, 25 marzo 1944 - Hermann Priess, 24 aprile 1944 - Michael Wittmann, 22 giugno 1944 - Hans Dorr, 9 luglio 1944 - Hermann Fegelein, 30 luglio 1944 - Fritz von Scholz, 3 agosto 1944 - Felix Steiner, 3 agosto 1944 - Paul Hausser, 3 agosto 1944 - Kurt Meyer, 3 agosto 1944 | - Theodor Wisch, 3 agosto 1944 - Otto Baum, 2 settembre 1944 - Heinz Harmel, 15 dicembre 1944 - Joachim Peiper, 28 dicembre 1944 - Walter Krüger, 21 gennaio 1945 - Helmut Dörner, 1º febbraio 1945 - Otto Kumm, 17 marzo 1945 - Georg Bochmann, 30 marzo 1945 - Otto Weidinger, 6 maggio 1945 - Günther-Eberhard Wisliceny, 6 maggio 1945 - Sylvester Stadler, 6 maggio 1945 - Wilhelm Bittrich, 6 maggio 1945 |

### Decorati con la Croce di Cavaliere con Fronde di Quercia
| - Josef "Sepp" Dietrich, 31 dicembre 1941 - Theodor Eicke, 20 aprile 1942 - Alfred Wünnenberg, aprile 1942 - Hermann Fegelein, 22 dicembre 1942 - Felix Steiner, 23 dicembre 1942 - Kurt Meyer, 23 febbraio 1943 - Fritz Witt, 1º marzo 1943 - Hinrich Schuldt, 2 aprile 1943 - Otto Kumm, 6 aprile 1943 - August Dieckmann, 20 aprile 1943 - Georg Bochmann, 17 maggio 1943 - Paul Hausser, 29 luglio 1943 - Otto Baum, 22 agosto 1943 - Walter Krüger, 30 agosto 1943 - Heinz Harmel, 7 settembre 1943 - Hermann Priess, 9 settembre 1943 - Sylvester Stadler, 16 settembre 1943 - Otto Meierdress, 12 ottobre 1943 - Herbert Gille, 1º novembre 1943 - Hans Dorr, 13 novembre 1943 - Christian Tychsen, 10 dicembre 1943 - Albert Frey, 27 dicembre 1943 - Hugo Kraas, 24 gennaio 1944 - Joachim Peiper, 27 gennaio 1944 - Michael Wittmann, 30 gennaio 1944 - Theodor Wisch, 12 febbraio 1944 - Fritz von Scholz, 12 marzo 1944 - Walther Schmidt, 14 maggio 1944 - Karl Ullrich, 14 maggio 1944 - Karl Kloskowski, 11 agosto 1944 - Max Wünsche, 11 agosto 1944 - Heinz Macher, 19 agosto 1944 - Bruno Hinz, 23 agosto 1944 - Léon Degrelle 27 agosto 1944 - Wilhelm Bittrich, 28 agosto 1944 - Friedrich Wilhlem Bock, 2 settembre 1944 - Helmut Scholz, 21 settembre 1944 - Hellmuth Becker, 21 settembre 1944 | - Johannes Mühlenkamp, 21 settembre 1944 - Otto Meyer, 30 settembre 1944 - Heinz Reinefarth, 30 settembre 1944 - Max Simon, 28 ottobre 1944 - Helmut Dörner, 16 novembre 1944 - Albrecht Krügel, 16 novembre 1944 - Gerhard Bremer, 26 novembre 1944 - Arthur Phleps, 27 novembre 1944 - Jürgen Wagner, 11 dicembre 1944 - Fritz Biermeier, 26 dicembre 1944 - Günther Eberhard Wisliceny, 26 dicembre 1944 - Otto Weidinger, 27 dicembre 1944 - Bruno Streckenbach, 16 gennaio 1945 - Max Schäfer, 25 gennaio 1945 - Kurt Wahl, 1º febbraio 1945 - Joachim Rumohr, 1º febbraio 1945 - August Zehender, 1º febbraio 1945 - Karl Pfeffer-Wildenbruch, 1º febbraio 1945 - Ernst August Krag, 24 febbraio 1945 - Heinrich Schmelzer, 24 febbraio 1945 - Werner Pötschke, 15 marzo 1945 - Fritz Vogt, 16 marzo 1945 - Friedrich Jeckeln, 8 marzo 1945 - Walter Girg, 1º aprile 1945 - Otto Pätsch, 5 aprile 1945 - Otto Skorzeny, 9 aprile 1945 - Max Hansen, 17 aprile 1945 - Franz Hack, 23 aprile 1945 - Paul-Albert Kausch, 23 aprile 1945 - Joachim Ziegler, 28 aprile 1945 - Werner Ostendorff, 6 maggio 1945 - Rudolf Lehmann, 6 maggio 1945 - Karl Kreutz, 6 maggio 1945 - Heinz Werner, 6 maggio 1945 - Matthias Kleinheisterkamp, 9 maggio 1945 - Hans-Heinrich Lohmann, 9 maggio 1945 |